# Муралеева, Екатерина Вячеславовна
Екатерина Вячеславовна Муралеева (1 апреля 1993, Ханты-Мансийск) — российская биатлонистка, неоднократная чемпионка России по биатлону, призёр чемпионата мира по летнему биатлону среди юниоров. Мастер спорта России.

## Биография
Воспитанница Центра спортивной подготовки Тюменской области, первые тренеры — Н. В. Гугнина, Е. В. Кряжев, также тренировалась под руководством С. С. Шестова. На взрослом уровне выступала за Тюменскую область, позднее — за Ямало-Ненецкий АО.

### Юниорская карьера
Принимала участие в чемпионате мира среди юниоров 2012 года в Контиолахти в категории до 19 лет. Дважды занимала четвёртые места — в эстафете и индивидуальной гонке, а также была 16-й в спринте и 21-й — в гонке преследования.
Дважды участвовала в чемпионатах Европы среди юниоров, но стартовала только в индивидуальных гонках. В 2013 году в Банско заняла 20-е место, а в 2014 году в Нове-Место стала седьмой.
На чемпионате мира по летнему биатлону среди юниоров 2014 года в Тюмени завоевала серебряные медали в смешанной эстафете, была восьмой в спринте и пятой в пасьюте.
Участница зимней Универсиады 2015 года в Осрблье, заняла восьмое место в индивидуальной гонке, 33-е — в спринте, 11-е — в гонке преследования и 11-е — в масс-старте.
Многократная победительница и призёрка первенств России и национальных отборочных соревнований на юниорском уровне.

### Взрослая карьера
В 2014 году стала чемпионкой России по летнему биатлону в эстафете. В зимнем биатлоне становилась чемпионкой России в 2015 году в смешанной эстафете и командной гонке, также завоёвывала серебряные и бронзовые медали.